# الكسندر واتسون
الكسندر واتسون (27 فبراير 1945 في الهند - ) (بالإنجليزية: Alexander Watson)‏ هو لاعب كريكت بريطاني. لعب مع Dorset County Cricket Club ‏ ونادي الكريكت في جامعة أكسفورد ‏.

## وصلات خارجية
- الكسندر واتسون على موقع إي آس بي آن كريك إنفو (الإنجليزية)